# Descoberta do Brasil

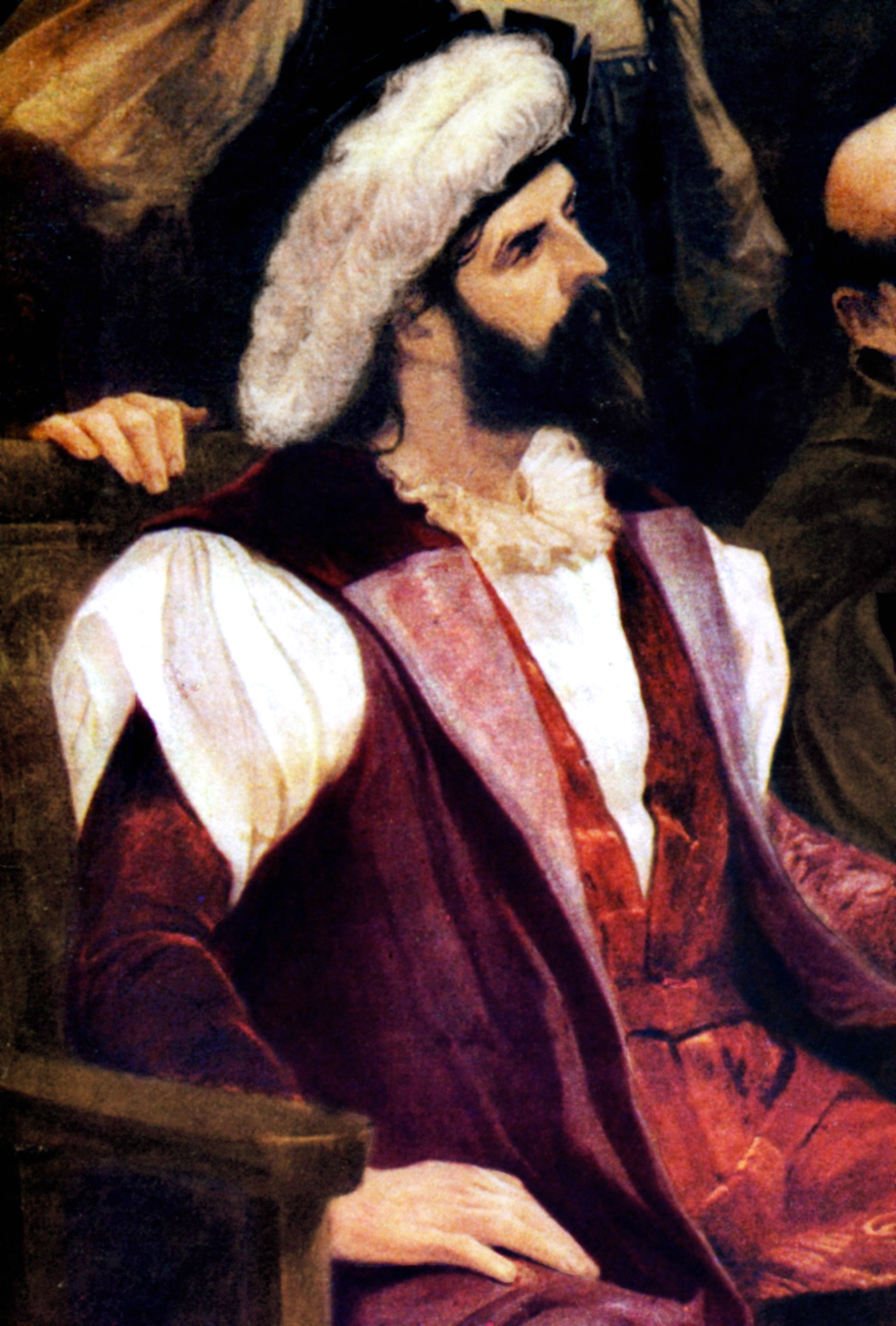
Pedro Álvares Cabral desembarcou em Porto Seguro no litoral sul da Bahia em 22 de abril de 1500, tornando a região colônia do Reino de Portugal.

Descoberta do Brasil ou descobrimento do Brasil refere-se ao episódio de chegada e formalização de posse por Portugal do território que deu origem ao Brasil. O marco desse episódio é o avistamento da terra que então denominaram Ilha de Vera Cruz, nas imediações do Monte Pascoal, pela armada comandada por Pedro Álvares Cabral. Tal episódio se deu em 3 de maio de 1500 do atual calendário gregoriano (ou 22 de abril do antigo calendário juliano, então em vigor), dia da Exaltação da Santa Cruz, o que deu origem ao nome da terra. 
No Brasil comemora-se o episódio na data não convertida, devido ao equívoco introduzido pela descoberta em 1809 da Carta de Pero Vaz de Caminha, escrita antes do calendário gregoriano, referindo-se a 22 de abril.
Esse episódio inscreve-se no processo histórico denominado descobrimentos portugueses, sendo que há discussão sobre o termo mais adequado para descrever o fato na historiografia brasileira contemporânea.

## A armada de Pedro Álvares Cabral

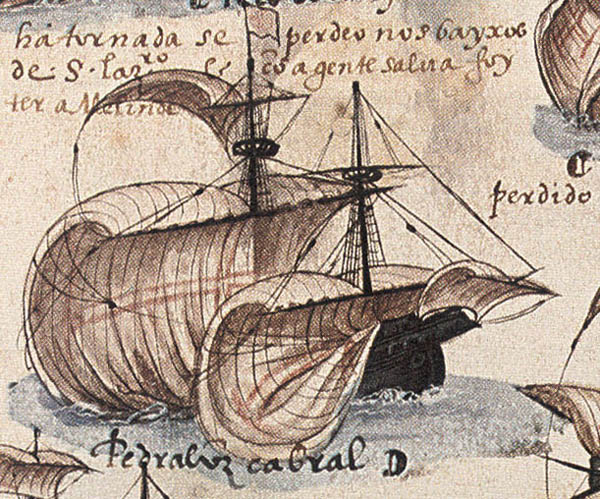
Nau de Pedro Álvares Cabral conforme retratada no Livro das Armadas, atualmente na Academia das Ciências de Lisboa

Para selar o sucesso da viagem de Vasco da Gama na descoberta do caminho marítimo para a Índia — que permitia contornar o Mediterrâneo, então sob domínio dos mouros e das nações italianas —, o rei Manuel I se apressou em mandar aparelhar uma nova frota para as Índias. Uma vez que a pequena frota de Vasco da Gama tivera dificuldades em impor-se e comerciar, esta seria a maior até então constituída pelo Ocidente, sendo composta por treze embarcações e mais de mil homens. Com exceção dos nomes de duas naus e de uma caravela, não se sabe como se chamavam os navios comandados por Cabral. Estima-se que a armada levasse mantimentos para cerca de dezoito meses.
Aquela era a maior esquadra até então enviada para singrar o Atlântico: dez naus, três caravelas e uma naveta de mantimentos. Embora não se saiba o nome da nau capitânia, a nau sota-capitânia, capitaneada pelo vice-comandante da armada Sancho de Tovar, se chamava El Rei. A outra cujo nome permaneceu é a Anunciada, comandada por Nuno Leitão da Cunha. Esta última pertencia a Álvaro de Bragança, filho do duque de Bragança, e fora equipada com os recursos de Bartolomeu Marchionni e Girolamo (ou Jerônimo) Sernige, banqueiros florentinos que residiam em Lisboa e investiam no comércio de especiarias. As cartas que eles trocaram com seus sócios e acionistas italianos preservaram o nome do navio.
Conservou-se ainda o nome da caravela capitaneada por Pero de Ataíde, a São Pedro. A outra caravela, comandada por Bartolomeu Dias, teve o seu nome perdido. A armada era completada por uma naveta de mantimentos, comandada por Gaspar de Lemos. Coube a ela retornar a Portugal com as notícias sobre a descoberta do Brasil.

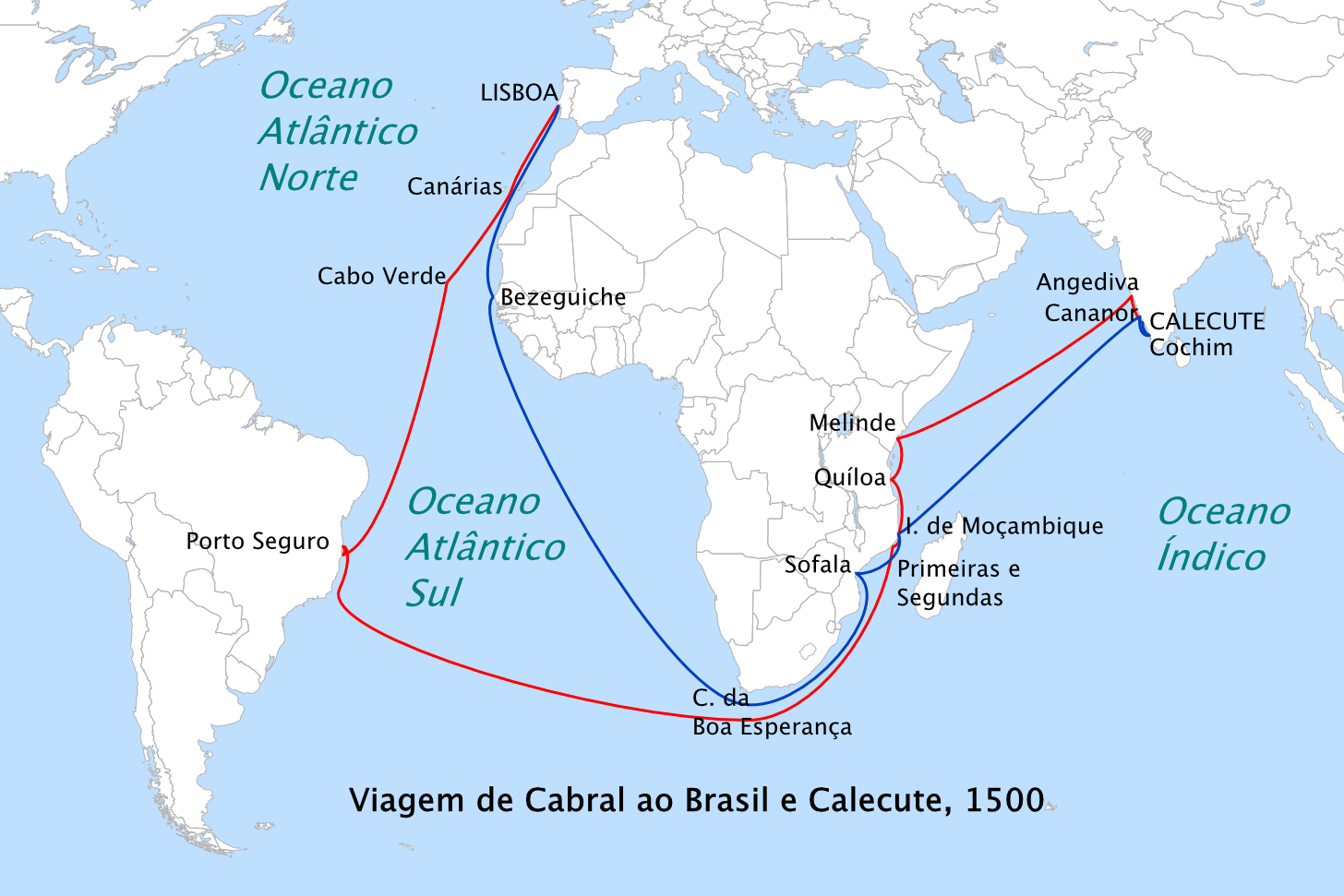
Rota seguida por Cabral para a Índia em 1500 (em vermelho) e a rota de retorno (em azul)

Baseado em documento incompleto que localizou na Torre do Tombo, em Lisboa, Francisco Adolfo de Varnhagen identificou cinco das dez naus que compunham a frota cabralina. Seriam elas Santa Cruz, Vitória, Flor de la Mar, Espírito Santo e Espera. A fonte citada por Varnhagen nunca foi reencontrada, portanto a maioria dos historiadores prefere não adotar os nomes por ele listados. A armada, assim, continua quase anônima.
Outros historiadores do século XIX declararam que a nau capitânia de Cabral era a lendária São Gabriel, a mesma comandada por Vasco da Gama na histórica viagem em que se descobriu o caminho marítimo para as Índias, três anos antes. Entretanto, não existem documentos para comprovar a tese.
Pouco antes da partida, el-Rei mandou rezar uma missa, no Mosteiro de Belém, presidida pelo bispo de Ceuta, Diogo de Ortiz, em pessoa, onde benzeu uma bandeira com as armas do Reino e entregou-a em mãos a Cabral, despedindo-se o rei do fidalgo e dos restantes capitães.
Vasco da Gama teria tecido considerações e recomendações para a longa viagem que se chegava: a coordenação entre os navios era crucial para que não se perdessem uns dos outros. Recomendou então ao capitão-mor disparar os canhões duas vezes e esperar pela mesma resposta de todos os outros navios antes de mudar o curso ou velocidade (método de contagem ainda atualmente utilizado em campo de batalha terrestre), dentre outros códigos de comunicação semelhantes.

### A chegada a Vera Cruz

Carta de Pero Vaz de Caminha ao rei, comunicando o descobrimento da Ilha de Vera Cruz (Brasil)

No dia 24 de abril, Cabral, acompanhado de Sancho de Tovar, Simão de Miranda, Nicolau Coelho, Aires Correia e Pero Vaz de Caminha, recebeu um grupo de índios no seu navio, e os nativos aparentemente reconheceram o ouro e a prata que se fazia surgir na embarcação — nomeadamente um fio de ouro de Pedro e um castiçal de prata — o que fez com que os portugueses inicialmente acreditassem que havia muito ouro naquela terra. Entretanto, Caminha, em sua carta, confessa que não sabia dizer se os índios diziam mesmo que ali havia ouro, ou se o desejo dos navegantes pelo metal era tão grande que eles não conseguiram entender diferentemente. Posteriormente, provou-se que a segunda alternativa era a verdadeira.
O encontro entre portugueses e índios também está documentado na carta escrita por Caminha. O choque cultural foi evidente. Os indígenas não reconheceram os animais que traziam os navegadores, à exceção de um papagaio que o capitão trazia consigo; ofereceram-lhes comida e vinho, os quais os índios rejeitaram. A curiosidade tocou-lhes pelos objetos não reconhecidos — como umas contas de Rosário, e a surpresa dos portugueses pelos objetos reconhecidos — os metais preciosos. Fez-se curioso e absurdo aos portugueses o fato de Cabral ter vestido-se com todas as vestimentas e adornos os quais tinha direito um capitão-mor frente aos índios e estes, por sua vez, terem passado por sua frente sem diferenciá-lo dos demais tripulantes.

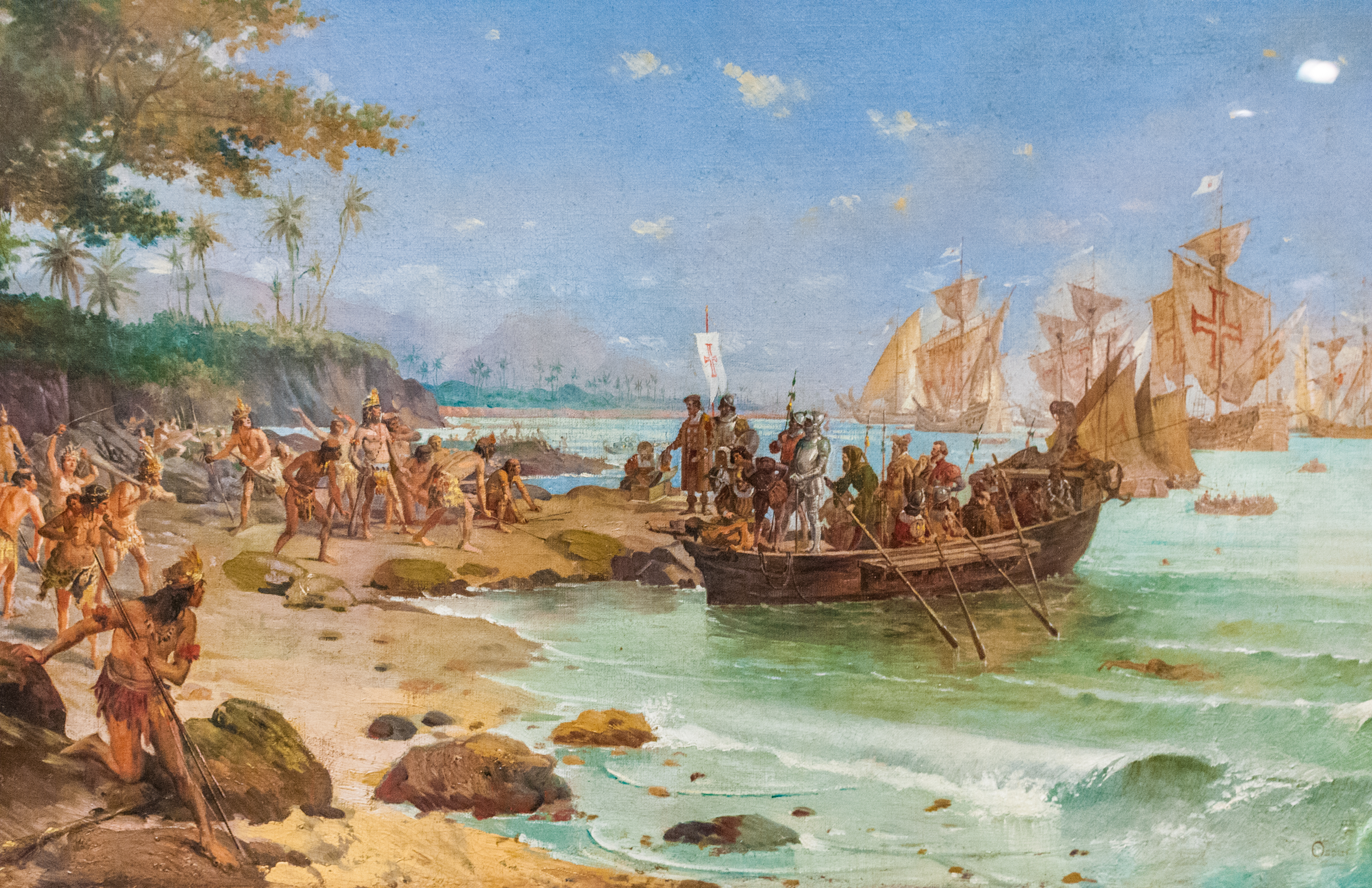
Desembarque de Cabral em Porto Seguro (óleo sobre tela); autor: Oscar Pereira da Silva, 1904. Acervo do Museu Histórico Nacional, Rio de Janeiro

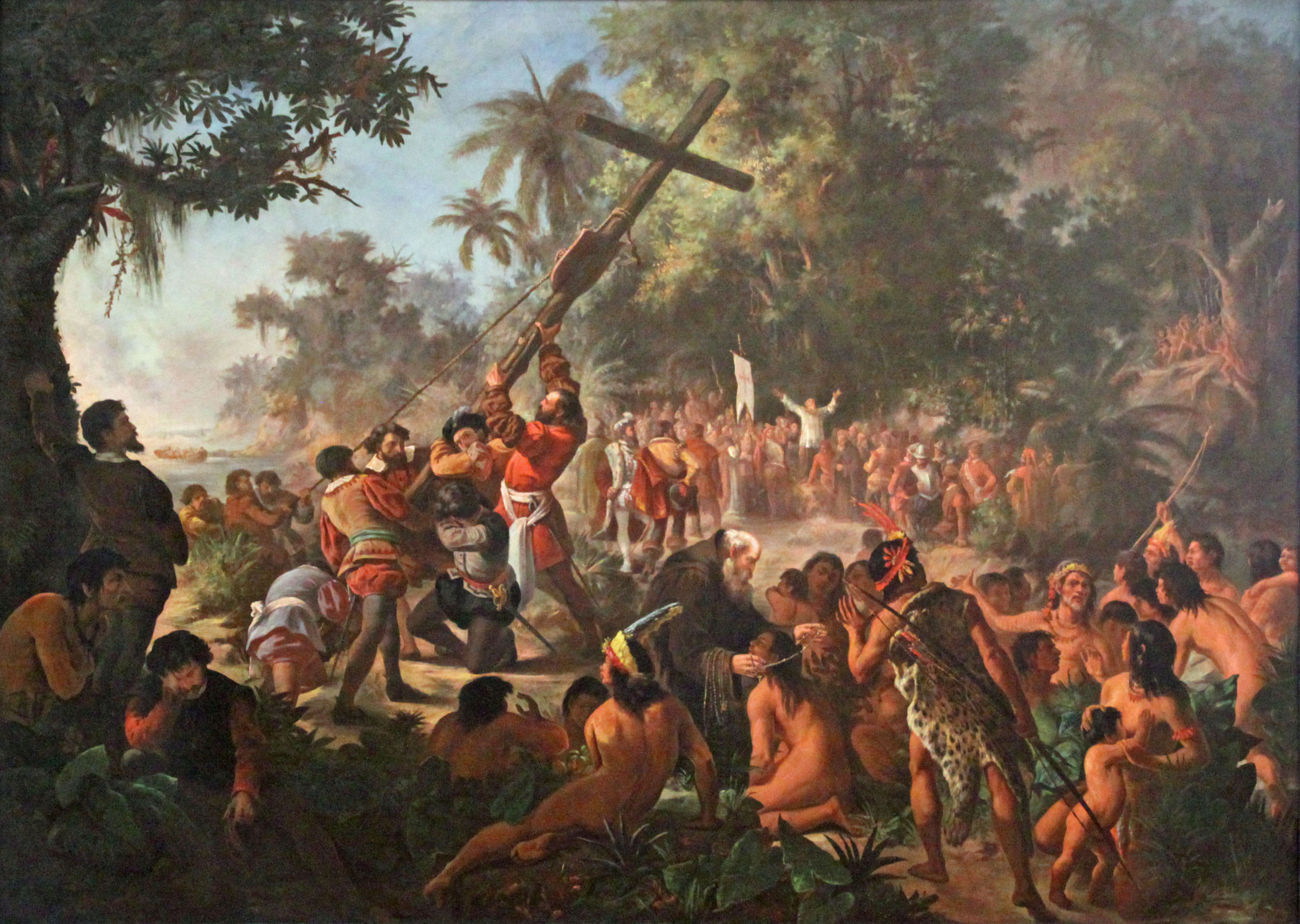
A elevação da Cruz em Porto Seguro

Os indígenas começaram a tomar conhecimento da fé dos portugueses ao assistirem a Primeira Missa, rezada por Frei Henrique de Coimbra, em um domingo, 26 de abril de 1500. Logo depois de realizada a missa, a frota de Cabral rumou para as Índias, seu objetivo final, mas enviou um dos navios de volta a Portugal com a carta de Caminha. No entanto, posteriormente, com a chegada de frotas lusitanas com o objetivo de permanecer no Brasil — e a tentativa de evangelizar os índios de fato —, os portugueses perceberam que a suposta facilidade na cristianização dos indígenas na verdade traduziu-se apenas pela curiosidade destes com os gestos e falas ritualísticos dos europeus, não havendo um real interesse na fé católica, o que forçou os missionários a repensarem seus métodos de conquista espiritual.

### Os povos nativos
Os povos que habitavam o território consolidado como Brasil na época da chegada de Cabral praticavam uma agricultura local (milho e mandioca) e domesticação de animais (porco do mato e capivara).[carece de fontes?] Contudo, tinham amplo conhecimento da produção de bebidas alcoólicas fermentadas (mais de 80), utilizando como matéria-prima raízes, tubérculos, cascas, frutos, entre outros.

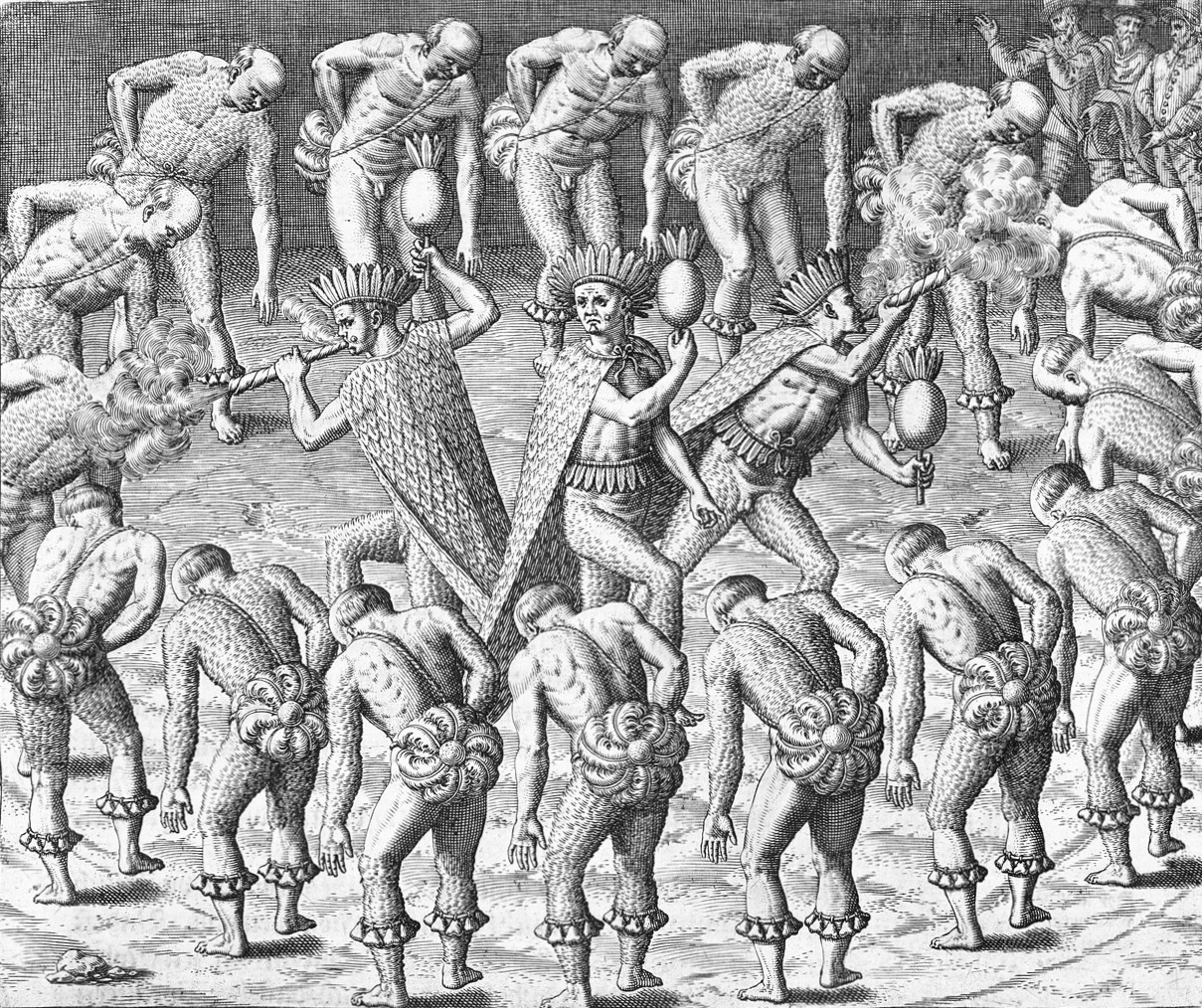
Índios tupinambás; gravura do século XVI

Quando da chegada ao Brasil pelos portugueses, o litoral baiano era ocupado por duas nações indígenas do grupo linguístico tupi: os tupinambás, que ocupavam a faixa compreendida entre Camamu e a foz do rio São Francisco; e os tupiniquins, e que se estendiam de Camamu até o limite com o atual estado brasileiro do Espírito Santo. Mais para o interior, ocupando a faixa paralela àquela apropriada pelos tupiniquins, estavam os aimorés.
No início do processo de colonização do Brasil, os tupiniquins apoiaram os portugueses, enquanto seus rivais, os tupinambás, apoiaram os franceses, que durante os séculos XVI e XVII realizaram diversas ofensivas contra a América Portuguesa. A presença dos europeus incendiou mais o ódio entre as duas tribos, ódio relatado por Hans Staden, viajante alemão, em seu sequestro pelos tupinambás. Ambas as tribos possuíam cultura antropofágica com relação aos seus rivais, característica que durante séculos não fora compreendida pelos europeus, o que resultou na posterior caça àqueles que se recusassem a mudar esse hábito.

## 22 de abril ou 3 de maio?
Em 1500, o calendário vigente no mundo cristão era o calendário denominando juliano, sendo que o calendário gregoriano, utilizado oficialmente hoje pela maioria dos países foi promulgado pelo Papa Gregório XIII (1502–1585) a 24 de fevereiro do ano 1582 pela bula Inter gravíssimas em substituição ao anterior, implantado ainda pelo líder romano Júlio César (100–44 a.C.) em 46 a.C. Em termos historiográficos, a data da descoberta do Brasil variou ao longo dos séculosː
- Até 1817 - 3 de maio (conforme Gaspar Correia);
- 1817 - 22 de abril (conforme publicação da Carta de Pero Vaz de Caminha pelo padre Manuel Aires de Casal, que a descobriu entre os documentos trazidos para o Brasil pela Família Real em 1808);
- 1823 - José Bonifácio propôs a data de abertura da Assembleia Constituinte — 3 de maio — para coincidir com a data do descobrimento (supostamente desconhecia a publicação de 1817);
- Da segunda metade do século XIX até 1889, o cidadão brasileiro culto entendia que a data do descobrimento era 22 de abril, embora ela não fizesse parte dos feriados do Império;
- 1890 - Um Decreto republicano instituía a data de 3 de maio como feriado alusivo ao descobrimento. A imprensa à época, entretanto, já considerava 22 de abril como a data correta;
- 1930 - Um Decreto de Getúlio Vargas extinguiu o feriado de 3 de maio. Afirmou-se, a partir de então, o 22 de abril.

Atualmente, sabe-se que a data correta, pela conversão ao calendário gregoriano, é 3 de maio. A data coincide com a então festa de Exaltação da Santa Cruz, que deu o nome da nova terra, Ilha de Vera Cruz.

## Teorias acerca do descobrimento do Brasil
Existem diversas suposições e hipóteses acerca da descoberta do Brasil. A mais conhecida trata de uma possível expedição secreta do navegador português Duarte Pacheco Pereira em 1498, que teria visado identificar os territórios que pertenciam a Portugal ou a Castela de acordo com o Tratado de Tordesilhas, de 1494 — Pacheco Pereira participou das negociações do tratado. A hipotética viagem está embasada exclusivamente no relato do explorador em Esmeraldo de Situ Orbis (1505), livro de sua autoria. O texto, contudo, é ambíguo: Pacheco Pereira diz textualmente que o rei de Portugal "mandou descobrir a parte ocidental", o que sugere que ele falava não de suas explorações, mas de tudo que já fora explorado por vários navegadores e era conhecido em 1505. Esta visão é reforçada pelas latitudes e longitudes informadas, que vão da Groenlândia ao atual Sul do Brasil. Além disso, a possibilidade da existência de uma política de sigilo dos monarcas portugueses, escrita na primeira metade do século XX pelo historiador Damião Peres, não se sustenta, uma vez que era prática comum, na ausência de um tratado, reclamar a soberania de uma terra publicitando a sua descoberta.
Existe ainda a suspeita de que a descoberta do Brasil pelos portugueses em 1500 teria sido intencional, baseada no conhecimento prévio do território. Como sugere Pacheco Pereira no livro Esmeraldo de Situ Orbis, em 1498 os navegadores lusitanos foram orientados por Manuel I a explorar o Atlântico em busca de terras. Antes de rumar para a Índia na expedição de 1500, Pedro Álvares Cabral teria então desviado para o ocidente além do necessário visando verificar a existência de territórios conforme o desejo do rei. Ao avistar o Brasil, Cabral julgou ter descoberto uma ilha, o que invalida a teoria de que ele teria conhecimento de terras continentais naquelas paragens. Já o fato de a então chamada Ilha de Vera Cruz ter sido representada no mapa de Juan de la Cosa, confeccionado no mesmo ano, anula outra teoria, a de que as descobertas portuguesas seriam segredos não compartilhados com os espanhóis. Apesar do achamento, a viagem cabralina à Índia foi considerada um fracasso. Cabral recebeu pelos seus feitos uma pensão anual de 30 mil reais — muito menos do que os 400 mil reais dados em 1498 a Vasco da Gama —, e foi esquecido pelo rei, morrendo na obscuridade por volta de 1520. Seu túmulo foi ignorado por trezentos anos até ser localizado, em 1839, pelo historiador Francisco Adolfo de Varnhagen.

Planisfério de Cantino, 1502

Há também teorias que contestam os locais avistados por Vicente Yáñez Pinzón e Pedro Álvares Cabral. O primeiro historiador brasileiro a questionar o desembarque do navegador espanhol no cabo de Santo Agostinho foi o Visconde de Porto Seguro, Francisco Varnhagen, em meados do século XIX. Embora Varnhagen reconhecesse que Pinzón esteve no Brasil antes de Cabral, no seu pensamento o cabo de Santa María de la Consolación seria a ponta do Mucuripe, na cidade de Fortaleza. A tese foi aceita pelo almirante Max Justo Guedes, mas contestada por muitos historiadores. Já para os portugueses, como Duarte Leite, os espanhóis teriam desembarcado ao norte do cabo Orange, na atual Guiana Francesa. Sobre o local avistado por Pedro Álvares Cabral, há uma tese que defende o Pico do Cabugi no Rio Grande do Norte como o monte descrito por Pero Vaz Caminha, e a Praia do Marco como o ponto de chegada da frota cabralina, porém, de acordo com o Planisfério de Cantino (1502), feito no ano seguinte à expedição exploratória que resgatou os dois degredados deixados no Brasil por Cabral, o lugar de desembarque do navegador português está situado ao sul da Baía de Todos-os-Santos.